# Зомби из стратосферы
«Зомби из стратосферы» (англ. Zombies of the Stratosphere) — американский чёрно-белый киносериал 1952 года, состоящий из 12 глав.
Несмотря на характерное название, не является зомби-хоррором. Здесь словом «зомби» называют марсиан.
Сериал лучше всего запомнился как одно из первых появлений на экране молодого Леонарда Нимоя, который играет Нараба, одного из трех марсианских захватчиков.

## Сюжет
Ларри Мартин (Джадд Холдрен), оперативник и лидер Межпланетного патруля (англ. Inter-Planetary Patrol), обнаруживает, что группа марсианских пришельцев во главе с Марексом (Лэйн Брэдфорд) собираются сбросить на Землю водородную бомбу. Согласно планам инопланетян, контролируемые взрывы мощных бомб на Марсе и Земле спровоцирует обмен орбитами обеих планет. Экология Марса умирает и его жители считают, что их родному миру жизненно необходимо стать третьей планетой от Солнца. Однако это повлечёт за собой гибель человечества, поэтому Ларри Мартин пытается помешать планам марсиан.
У Марекса есть несколько сообщников из числа землян — доктор Хардинг (Стэнли Ваксман) и гангстеры Рот (Джон Кроуфорд) и Шэйн (Рэй Бойл). Мартин и его товарищи проникают на секретную подземную базу инопланетян, где последние собирают водородную бомбу по чертежам, украденным у земных учёных. Команда Ларри одерживает верх над противниками: Марекс убивает Хардинга, который пытался сдаться, сам Ларри захватывает контроль над марсианским роботом и с его помощью убивает Рота и Шэйна, марсианские захватчики гибнут в огне. Выживший помощник Марекса, Нараб (Леонард Нимой), выдаёт Мартину местонахождение подводной пещеры, где находится уже активированная бомба. Ларри успевает найти её в последний момент, обезвредив за несколько секунд до взрыва.

## Главы
Хронометраж первой главы составляет 20 минут, остальных — 13 минут 20 секунд.

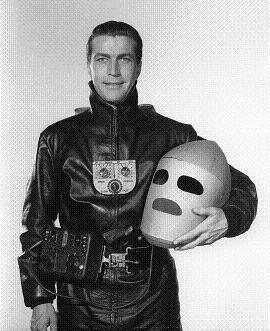
Спаситель человечества Ларри Мартин в исполнении Джадда Холдрена

1. The Zombie Vanguard
2. Battle of the Rockets
3. Undersea Agents
4. Contraband Cargo
5. The Iron Executioner
6. Murder Mine
7. Death on the Waterfront
8. Hostage for Murder
9. The Human Torpedo
10. Flying Gas Chamber
11. Man vs. Monster
12. Tomb of the Traitors

Источник:

## В ролях
- Джадд Холдрен — Ларри Мартин
- Лэйн Брэдфорд — Марекс
- Элин Таун — Сью Дэвис
- Уилсон Вуд — Боб Уилсон
- Стэнли Ваксман — доктор Хардинг
- Джон Кроуфорд — Рот
- Рэй Бойл — Шэйн
- Леонард Нимой — Нараб
- Рой Энджел — диспетчер чартерных кораблей (в титрах не указан)

## Производство и выпуск
Согласно оригинальному сценарию, «Зомби из стратосферы» является сиквелом успешного сериала Republic Production «Люди-радары с Луны», выпущенного в том же году. Имя главного героя по неизвестным причинам было изменено с Коммандо Коди на Ларри Мартин.
Спортсмен Дэйл Ван Сикел, сыгравший небольшую роль телеграфиста, также был дублёром Джадда Холдрена.
В 1952 «Зомби» был выпущен в виде сериала, а в 1958 уже под названием «Союзники Сатаны» (англ. Satan's Satellites).

## Выход на видеоносителях
В 1991 году сериал был выпущен в полном объёме и черно-белом цвете на двух видеодисках The Roan Group. В 1995 году Republic Pictures Home Video выпустила «Зомби» в виде фильма в США на VHS, отредактированную версию длиной в 93 минуты и в цвете. В 2009 году компанией Cheezy Flicks Entertainment была выпущена полнометражная оригинальная черно-белая версия фильма.